# 仁木義尹
仁木 義尹（にき よしただ）は、南北朝時代の武将。

## 生涯
正平15年・延文5年（1360年）に仁木義長が政争に敗れて没落したあとも幕政に関与し、同年には、丹波と丹後の守護に補佐された。
正平16年・康安元年（1361年）細川清氏・楠木正義を中心とした南朝軍が京に乱入し、足利義詮と後光厳天皇を追い落とし京制圧を遂げた。義尹も将軍義詮と共に戦っているが、敗れている。丹波に撤退し、近江で軍勢を立て直し、義詮とともに南朝軍を破った。
正平17年・貞治1年（1362年）山陰地方を制圧した南朝軍山名時氏が伯耆で兵を挙げ、丹波に攻め寄せてきた。義尹はこれを迎撃し、時氏を破った。
正平23年・応安元年（1368年）、将軍義詮の死去により、南朝方は沸き立ち、摂津河内で楠木氏一党が、越後で新田義宗と脇屋義治が、安芸で足利直冬が、伊勢で北畠教具が、蜂起した。伊予国でも蜂起した南朝方の河野通尭と戦う為、伊予に赴く。だが義尹は河野軍に敗れ、讃岐に撤退した後に、京へと戻った。
建徳1年・応安3年（1370年）室町幕府に引付衆に任ぜられた。その後管領細川氏と対立し、天授4年・永和4年（1378）に領国丹波を細川頼之に急襲され、行方がわからなくなった。